# Кузьменко Олег Петрович
Оле́г Петро́вич Кузьме́нко — віцеадмірал (з 14 жовтня 2015) Збройних сил України.
Станом на 2012 рік контрадмірал Кузьменко — головний інспектор ВМСУ Головної інспекції Міністерства оборони.